# Heinrich Botho Scheube

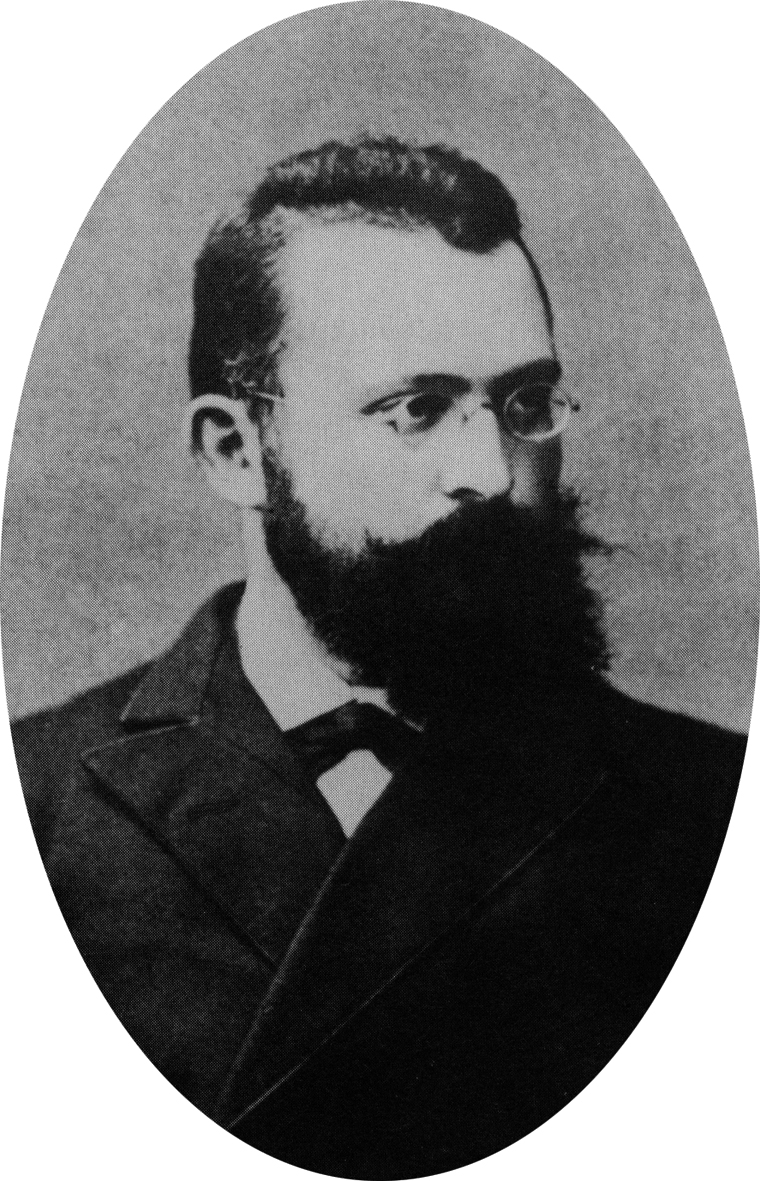
Heinrich Botho Scheube (1853–1923)

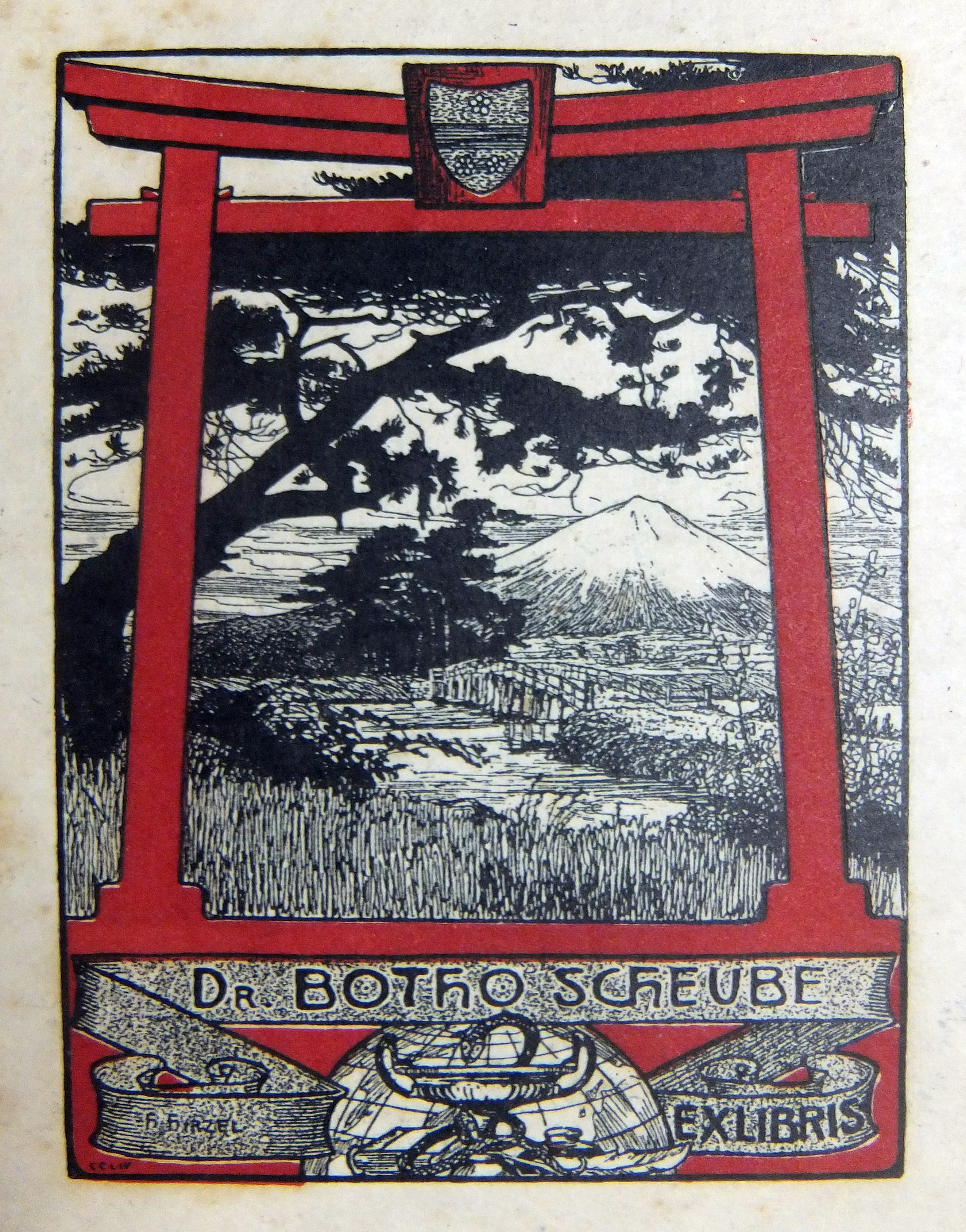
Scheubes Exlibris, eine Arbeit von H. Hirzel

Heinrich Botho Scheube (* 18. August 1853 in Zeitz; † 4. März 1923 in Greiz) war ein deutscher Mediziner und Hochschullehrer, der von 1877 bis 1881 an der Medizinschule Kyōto lehrte und zu den Pionieren der Ainu-Forschung zählt.

## Leben
Scheube wurde als erstes Kind des Fabrikanten Hugo Heinrich Scheube in Zeitz, einer Stadt im Süden von Sachsen-Anhalt, geboren. Nach dem Besuch des Domgymnasiums in Naumburg, studierte er von 1871 an zunächst Naturwissenschaften, dann Medizin in Leipzig, wo er am 12. Januar 1876 promoviert wurde. In diesen Jahren lernte er u. a. Erwin Bälz kennen, der seit 1872 als Assistent des Internisten Carl Reinhold August Wunderlich arbeitete und über Kontakte mit einem japanischen Patienten 1877 an die Medizinische Hochschule Tokyo berufen wurde. Wunderlich war einer von Scheubes Examinatoren bei der Promotion. Nach einem nur wenige Monate dauernden Studienaufenthalt in Wien wurde auch Scheube dessen klinischer Assistent.
Im Oktober 1877 folgte Scheube einer Einladung der japanischen Regierung und ging als Nachfolger des Niederländers G.G. van Mansvelt und die 1872 gegründete Medizinschule Kyōto (heute Präfekturale Medizinische Universität Kyōto). Hier hielt er Vorlesungen zur Inneren Medizin, Physiologie, Histologie sowie Diagnostik. Zugleich leitete er das dortige Gouvernementshospital. 1880 unternahm er während seines Urlaubs eine Forschungsreise nach Hokkaidō, wo er die Sitten und Gebräuche der Ainu untersuchte. Im Dezember 1881 endete diese Tätigkeit.
1882 unternahm er ausgedehnte Reisen durch China, Siam, Java und Ceylon und kehrte im Oktober 1882 nach Leipzig zurück. Im Dezember jenes Jahre stellte er an die Medizinische Fakultät der Universität einen Antrag auf Habilitation für das Fach Innere Medizin mit einer Schrift zur „japanischen Kak-ke“. Die Probevorlesung fand am 27. Januar 1883 statt. Von 1883 an hielt er als Privatdozent Vorlesungen zur Klinischen Propädeutik und Harnanalyse. Zugleich wirkte er als praktischer Arzt in Leipzig. 1885 wurde ihm von der „Fürstlich Reuß-Plauischen Landesregierung die Stelle eines Stadt- und Landphysicus“ in Greiz angeboten. Hier war er als „Fürstlich Reußischer Sanitätsrat“ zugleich Arzt des Fürstenhauses Reuß. 1903 übernahm er zudem die Leitung des lokalen Landeskrankenhauses. Scheube starb nach kurzer Krankheit in Greiz.
Scheubes Einfluss auf die japanische Medizin blieb begrenzt. Er ist heute bekannt für seine Beiträge zur Erforschung der Beriberi und von Tropenkrankheiten. Auch verfasste er eine Reihe von Beiträgen für Albert Eulenburgs Real-Encyklopädie der gesammten Heilkunde und übersetzte wissenschaftliche Werke ins Englische und Deutsche. Hinsichtlich Japans zählt er zu den Pionieren der Ainu-Forschung. Seine umfangreiche ethnologische Sammlung wurde 1909 vom Museum für Völkerkunde zu Leipzig gekauft.

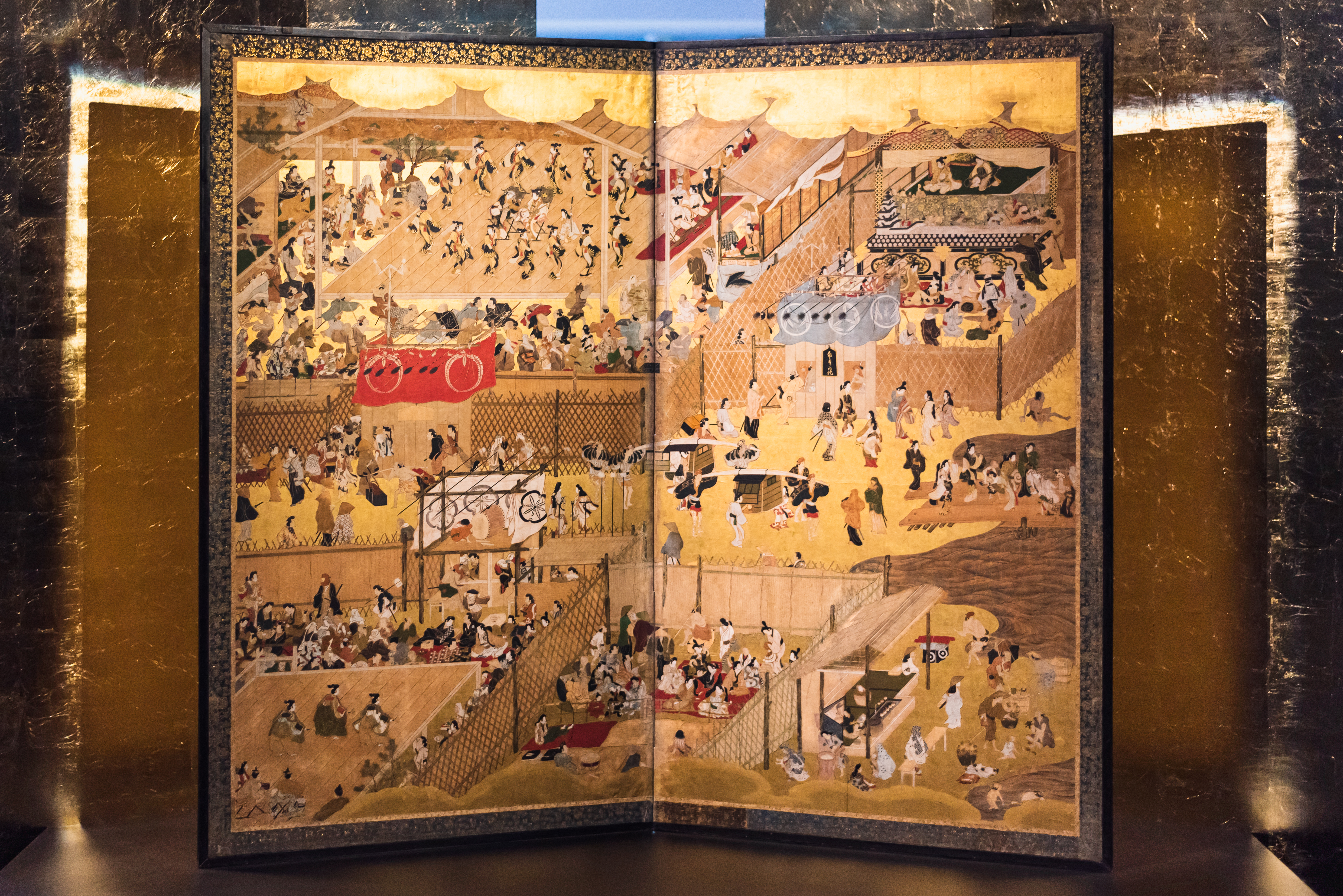
Ein Byōbu aus der Sammlung von Scheube

## Werke
- Jōyōhōkan (übers. von Esaka Hidesaburō),  Kyōtō, 1879 (慕都胥乙辺原著著、江阪秀三郎訳『常用方鑑』京都療病院. 73pp.)
- Kakke byōron (übers. von Esaka Hidesaburō et al.),  Kyōtō, 1884 (慕都胥乙辺原著、江坂秀三郎 [ほか] 訳『脚気病論』京都府立療病院、若林茂助. 381pp.)
- Der Baerencultus und die Baerenfeste der Ainos. In: Mittheilungen der Deutschen Gesellschaft für Natur- und Völkerkunde Ostasiens, Band III (1880–1884), Heft 22, S. 44–54
- Scheube, B. / Doederlein, Dr. L. / Naumann, Dr. Edmund: Kleinere Mittheilungen (Yezo, Jungfernkranich, Kreuzotter). In: Mittheilungen der Deutschen Gesellschaft für Natur- und Völkerkunde Ostasiens, Band III (1880–1884), Heft 22, S. 88–89
- Beitraege zur Geschichte der Kak-ke. In: Mittheilungen der Deutschen Gesellschaft für Natur- und Völkerkunde Ostasiens, Band III (1880–1884), Heft 24, S. 170–174
- Die Ainos. In: Mittheilungen der Deutschen Gesellschaft für Natur- und Völkerkunde Ostasiens, Band III (1880–1884), Heft 26, S. 220–250 (Digitalisat Google Books)
- Bemerkungen über die Nahrung der Japaner. Ein Beitrag zur vergleichenden Physiologie der Nahrungsmittel. In: Mittheilungen der Deutschen Gesellschaft für Natur- und Völkerkunde Ostasiens, Band III (1880–1884), Heft 27, S. 282–294
- Die japanische Kak-ke (Beri-beri), Leipzig : J. B. Hirschfeld, 1882
- Die Filaria-Krankheit, Leipzig : Breitkopf u. Härtel, 1883
- Klinische Propaedeutik : ein Lehrbuch der klinischen Untersuchungsmethoden, Leipzig: F. C. W. Vogel, 1884
- Weitere Beiträge zur pathologischen Anatomie und Histologie der Beri-beri (Kak-ke). 1884
- Klinische Beobachtungen über die Krankheiten Japans,  Virchow’s Archiv 1885
- Betrachtungen über die Voit’sche Lehre von dem Eiweissbedarf des Menschen. Leipzig: Hirschfeld, 1889
- Die Beriberi-Krankheit : eine geographisch-medicinische Studie, Jena : Fischer, 1894
- Die Krankheiten der warmen Länder, Jena: Gustav Fischer  1896
- Die Beriberi-Epidemien in Richmond Asylum in Dublin. Archiv für Schiffs- und Tropen-Hygiene, 1898
- Ueber klimatische Bubonen. Deutsches Archiv für klinische Medizin, 1899
- Die Krankheiten der warmen Länder. Ein Handbuch für Aerzte. Jena: G. Fischer, 1910
- Geschichte der Medizin bei den ostasiatischen Völkern. In: Neuburger, Max / Pagel, Julius: Handbuch der Geschichte der Medizin. Jena, 1902, Bd. 1, S. 20–51